# بستاشيا بيضاء

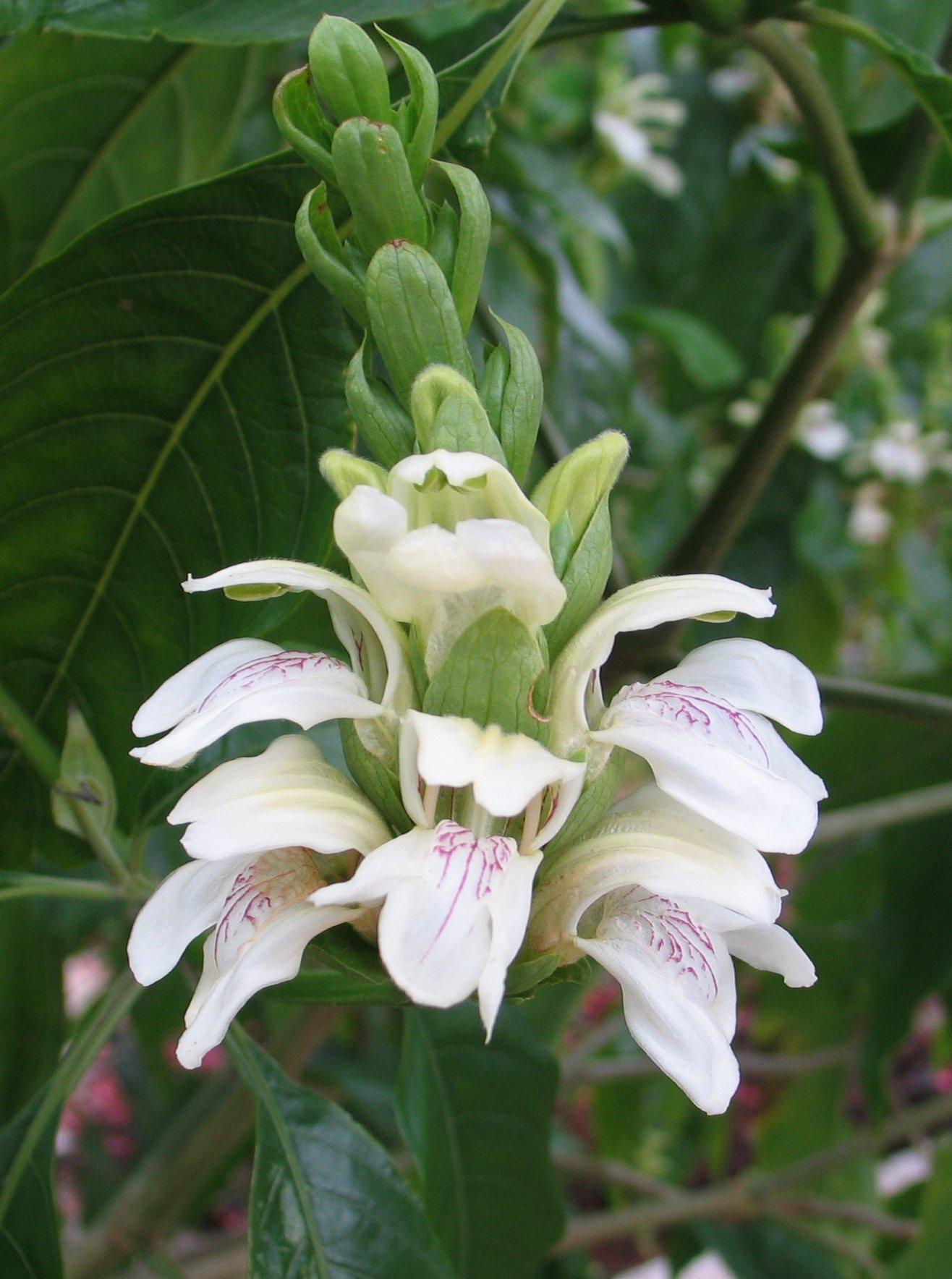

بستاشيا بيضـاء أو أدهاتودة أو أدهاتودا أو جوز كالاباز (الاسم العلمي: Adhatoda vasica)، هو نبات ينتمي إلى أقنتية (فصيلة: Acanthaceae).

## الوصف
اشجار دائمة الخضرة تسمة لارتفاع 1-2 متر ولها اوراق متقابلة غير مؤذنة بسيطة رمحية وازهارها في نورات غير محدودة سنبليه وهي بيضاؤ اللون غير منتظمة

## الموطن
حوض البحر المتوسط وفي كثير من البلاد العربية من أجل الزينة

## الموسم
طوال العام

## الخواص
مميو الرائحة مر الطعم حار يابس

## الاستخدام الطبي
مضاد للازمات الصدرية وجذور واوراق النبات لها اثر فعال في علاج الكحة